# Tony D'Algy
Tony D'Algy (Luanda, 30 de novembro de 1897 – Lisboa, 29 de abril de 1977), nascido António Eduardo Lozano Guedes Infante, foi um ator, argumentista e realizador de cinema luso-espanhol.
Conhecido por ter sido um dos primeiros atores da Península Ibérica a fazer carreira em Hollywood durante o período do cinema mudo, participou em 57 filmes entre 1924 e 1949, tais como A Sainted Devil (1924), ao lado da sua irmã Helena D'Algy e do galã Rudulph Valentino, ou ainda The Boob (1926), onde contracenou com Joan Crawford. Posteriormente com a introdução do som no cinema, fez carreira no cinema europeu, nomeadamente em França, Bélgica, Itália, Espanha e Portugal, tendo participado nos filmes Il Segreto Inviolabile (1939), La Blanca Paloma (1942), Una Herencia de Paris (1944), O Leão da Estrela (1947) ou Fado, História de uma Cantadeira (1947), ao lado de Amália Rodrigues.
Tal como a sua irmã, apesar de ter tido pai português e mãe espanhola, a sua nacionalidade é disputada, sendo referido nos livros e periódicos da época como de nacionalidade portuguesa ou espanhola.

## Biografia

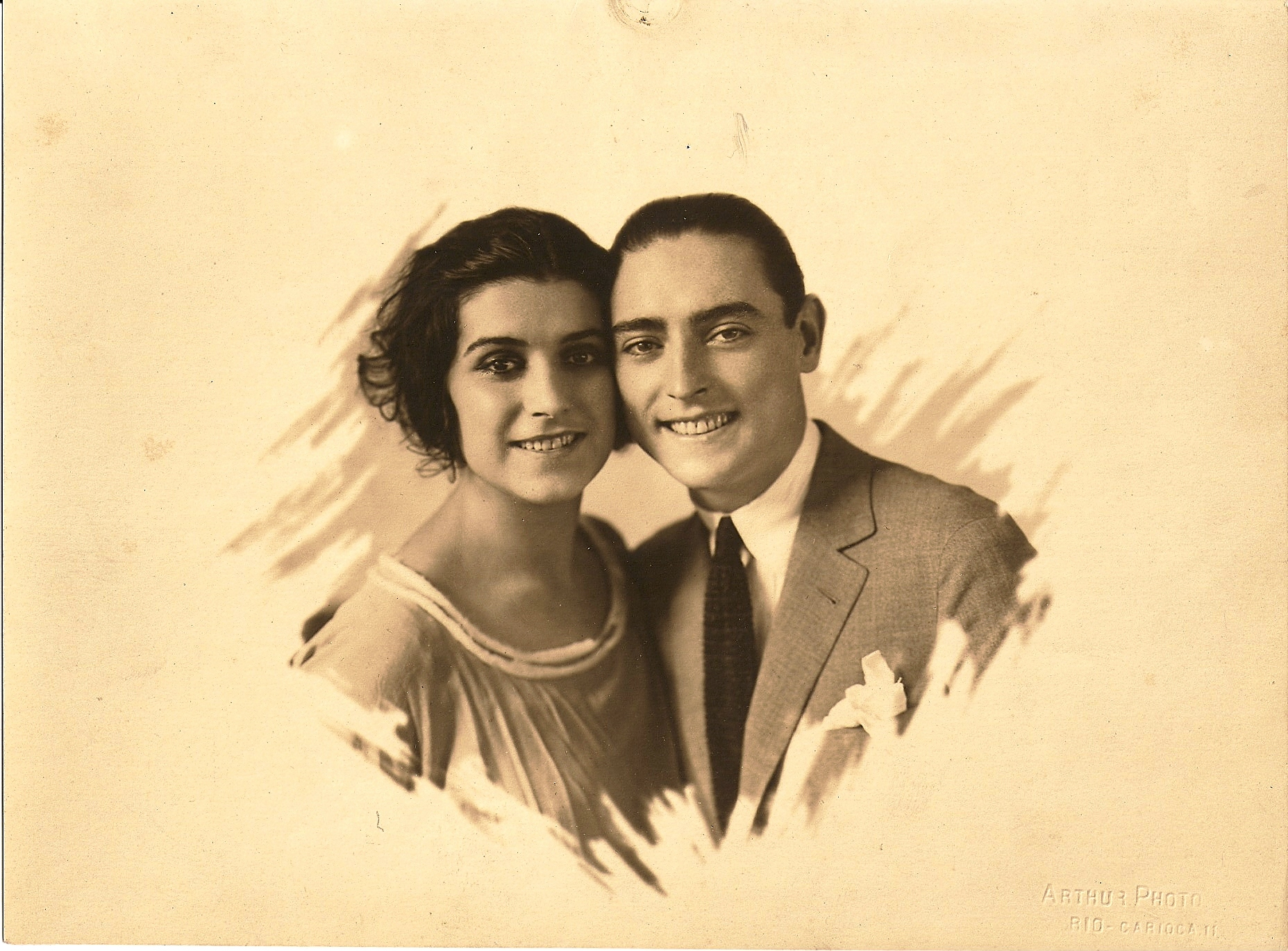
Retrato fotográfico de Helena e Tony D'Algy (1923)

Nascido em Luanda, Angola, a 30 de novembro de 1897, António Eduardo Lozano Guedes Infante era filho de António Guedes Infante Júnior (1856-1915), engenheiro civil e coronel, natural da cidade do Porto, que exerceu em Portugal e Espanha para além de também ter desempenhado o cargo de Director das Obras Públicas em Angola, Cabo Verde e Moçambique, e de Blanca Lozano Caparré, cantora soprano de nacionalidade espanhola, sendo ainda irmão mais velho de Antónia Lozano Guedes Infante, conhecida posteriormente como Helena D'Algy. Pelo lado paterno era neto de D. António Guedes Infante, fidalgo e cavaleiro português da Casa Real, comendador da Ordem de Carlos III e de Isabel a Católica e cônsul de Portugal em Vigo, e de D. Anna Emilia de Roure O'Neill (1815-1880), aristocrata portuguesa, descendente pelo lado materno do clã O'Neill.
Durante os primeiros anos da sua vida, devido à profissão do seu pai, viveu com a sua família em Luanda, Maputo e na cidade da Praia, entre outras localidades das antigas colónias portuguesas, somente fixando-se em Lisboa, Portugal, já com quase 10 anos de idade, até 1915, quando o seu pai faleceu. Após, a família mudou-se para Madrid, onde a sua mãe retomou a carreira artística no elenco operático do Teatro Real, actuando sob o nome artístico Blanca Drymma.
Decidido a também seguir uma carreira artística, já maior de idade, o então aspirante a ator regressou a Lisboa, partindo pouco depois para Nova Iorque, Estados Unidos, no início da década de 1920, onde adoptou inicialmente o nome artístico Antonio D'Algy, tendo o apelido sido criado como um acrónimo do seu nome (A-L-G-I), apenas substituído-se o I pelo Y. Pouco anos depois, em 1923, convidou a sua irmã Antónia Lozano Guedes Infante, que estava em digressão no Brasil, para o visitar, garantido-lhe ainda trabalho na Broadway se esta quisesse permanecer no país. Aceitando a proposta, a sua irmã mudou-se para Nova Iorque, adoptou o nome artístico de Helena D'Algy e integrou o elenco de algumas produções da Ziegfield Follies.
Um ano depois, após terem sido descobertos pela produtora e argumentista Natacha Rambova num café nova iorquino, os irmãos D'Algy partiram para Los Angeles. Estreando-se em Hollywood com o filme The Rejected Woman (1924), nos anos que se seguiram o ator integrou o elenco secundário e principal de várias produções cinematográficas e assinou contracto com os estúdios Fox Film, Metro Pictures, Warner Bros e Paramount Pictures, sendo dirigido por vários nomes sonantes do período do cinema mudo americano, tais como Albert Parker, Joseph Henabery, Jack Conway, William A. Wellman, Leo Mittler ou Roger Lion. Interpretando quase sempre o papel de galã romântico, amigo confidente, cavalheiro de classe alta e ocasionalmente de vilão, contracenou ao lado da sua irmã e Rudolph Valentino em A Sainted Devil (1924) e Gertrude Olmstead e Joan Crawford em The Boob (1926), para além de ter partilhado o ecrã com os atores Béla Lugosi, Alma Rubens, Lionel Barrymore, Dagmar Godowsky, ZaSu Pitts, Harry Myers, Roy Darcy, Lew Cody, Enriqueta Serrano, Paquita Vehil, Ernst Van Duren ou ainda Lucienne Legrand, entre muitos outros.
Simplificando o seu nome para Tony D'Algy, em 1926 o ator luso-espanhol obteve a sua primeira oportunidade para realizar o seu primeiro filme através da Paul Gerson Pictures Corporation, adaptando o argumento cómico-dramático de Tay Garnett na obra The Reckless Mollycoddle (1927). Dirigindo os atores Ashton Dearholt e Mary Beth Milford, com boas críticas e uma modesta receita de bilheteira, o filme garantiu-lhe nesse mesmo ano de estreia um novo projecto como realizador do filme Raza de Hidalgos (1927), tendo sido filmado em Berlim, Alemanha, onde também desempenhou como ator principal ao lado da sua irmã Helena D'Algy e dos atores espanhóis Mercedes Jares e José Nieto. Não obtendo o mesmo sucesso que outrora, com a introdução do som no cinema durante a década de 1930, Tony D'Algy abandonou a realização e prosseguiu com a sua carreira na representação, tendo participado em inúmeras produções cinematográficas americanas realizadas na Europa assim como em várias co-produções espanholas e francesas, sendo as mais bem sucedidas filmadas nos estúdios de Joinville.
Com o decorrer da Guerra Civil Espanhola e da Segunda Guerra Mundial, apesar das difíceis condições de rodagem e da forte censura que era imposta na indústria cinematográfica, o ator manteve-se quase sempre a trabalhar, fixando-se temporariamente com a sua então companheira, a atriz Enriqueta Serrano, entre Lisboa, Madrid, Paris e Roma, onde participou nos filmes La Nascita di Salomè (1940), El Crucero Baleares (1941), Torbellino (1941) ou Boda en el Infierno (1942), entre muitos outros.
Conhecido como uma das principais estrelas luso-espanholas do cinema europeu durante os anos 40, estreou-se finalmente no cinema português com o filme O Leão da Estrela (1947) de Arthur Duarte, seguindo-se Fado, História de uma Cantadeira (1947) de Perdigão Queiroga, onde integrou o elenco de luxo composto por Amália Rodrigues, Virgílio Teixeira, Vasco Santana, Raul de Carvalho e António Silva.
Retirando-se do cinema em 1950, Tony D'Algy permaneceu em Lisboa, onde faleceu a 29 de abril de 1977. 

## Filmografia

### Ator
- The Rejected Woman (1924)
- Monsieur Beaucaire (1924)
- Meddling Women (1924)
- A Sainted Devil (1924)
- The Hooded Falcon (1924)
- Soul Mates (1925)
- Monte Carlo (1925)
- The Boob (1926)
- The Gay Deceiver (1926)
- Raza de Hidalgos (1927)
- Fígaro (1929)
- Miss Édith, Duchesse (Miss América, Duquesa de França, 1929)
- Un Soir au Cocktail's Bar (1929)
- La Roche d'Amour (1929)
- La Femme Rêvée (1929)
- L'Appel de la Chair (1929)
- Carillons et Dentelles, Chansons de Rivières (1929)
- Amour de Louve (1929)
- Le Ruisseau (A Enxurrada, 1930)
- El Secreto del Doctor (1930)
- Toda una Vida (1930)
- Voici Dimanche (1930)
- Un Clown dans la Rue (1930)
- Ruines (1930)
- Marius à Paris (1930)
- Eau, Gaz et Amour à tous les Étages (1930)
- La Fiesta del Diablo (1931)
- La Incorregible (1931)
- Cinópolis (1931)
- Sombras del Circo (1931)
- Lo Mejor es Reir (1931)
- Le Coq du Régiment (O Galo do Regimento, 1933)
- One Week of Happiness (1934)
- La Casa de la Troya (1934)
- Mateo (1937)
- Papá Chirola (1937)
- ...Y Pasa la Comparsa (1937)
- Il Segreto Inviolabile (1939)
- La Nascita di Salomè (1940)
- Fortuna (1940)
- Su Mayor Aventura (1940)
- El Crucero Baleares (1941)
- ¡Polizón a Bordo! (Passageiro Clandestino, 1941)
- Torbellino (1941)
- Primer Amor (1942)
- Boda en el Infierno (1942)
- ¡Qué Contenta Estoy! (1942)
- La Blanca Paloma (Sevilha dos Meus Amores, 1942)
- Madrid de mis Sueños (1942)
- Todo por Ellas (1942)
- Misterio en la Marisma (1943)
- Café de París (1943)
- El Ilustre Perea (1944)
- El Testamento del Virrey (Cem Anos Depois, 1944)
- Una Herencia de París (1944)
- La Noche del Martes (1944)
- O Leão da Estrela (1947)
- Fado, História de uma Cantadeira (1947)
- La Casa de las Sonrisas (1948)
- Aquellas Palabras (1949)
- Si te hubieses casado conmigo (1950)

### Realizador
- La Raza de Hidalgos (1927)
- The Reckless Mollycoddle (1927)

### Argumentista
- La Place est Bonne! (1930)
- Una Herencia de París (1944)